# Hermine Freed
Hermine Freed (* 1940 in New York City; † 1998 ebenda) war eine US-amerikanische Malerin und Videokünstlerin.

## Leben
Freed studierte Malerei an der Cornell University und der New York University, wo sie ab Ende der 1960er Jahre lehrte. Freed wechselte ab 1972 zur School of Visual Arts in New York und wurde dort Professor für Videokunst. Sie heiratete den Architekten James Ingo Freed (1930–2005).
Anfangs nahm sie Künstlerporträts auf Video auf, angefangen mit James Rosenquist. Obwohl das Porträt bei WNYC nicht gesendet wurde, ließ sie sich nicht entmutigen und produzierte eine ganze Serie. Einerseits stellte sie dokumentarische Videos her und andererseits machte sie künstlerische Videos, die die weibliche Wahrnehmung und das weibliche Selbstbild zum Thema hatten. 1972 war sie von dem Kurator David Ross zu der Ausstellung Circuit: A Video Invitational im Everson Museum of Art eingeladen. Zwei Gesichter (1973) und Art Herstory (1974) sind zwei vielbeachtete Werke.
Freed arbeitete mit verschiedenen filmischen Techniken, z. B. Bluescreen-Technik und Überblendungen. Außerdem experimentierte sie mit Spiegeln, optischen Instrumenten, verschiedenen Linsenarten sowie Lupen.

## Einzelausstellungen
- 1981: Hermine Freed–Beads & Marbles - Leo Castelli Gallery, New York City, NY

## Gruppenausstellungen
- 1973: 10th Biennale von São Paulo, São Paulo
- 1975: Projects: Video VI – MoMA Museum of Modern Art, New York City, NY
- 1975: IX Biennale von Paris, Paris
- 1975: Projections Whitney Museum, New York
- 1975: Video Art Serpentine Gallery, London
- 1977: documenta 6, Kassel